# لابارنة
لابارنة ملك حثي عاش بين 1680 ق.م و1650 ق.م. ومؤسس المملكة الحثية القديمة. واستعمل اسمه بعض من خلفه من الملوك.
وقد كان الملك التقليدي الأول للحيثيين، (التسلسل الزمني الأوسط)، وهو التسلسل الزمني الأكثر قبولًا في الوقت الحاضر. وكان المؤسس التقليدي للمملكة الحثية القديمة وكانت زوجته تاوانانا.
وجود لابارنا موضع تساؤل من قبل بعض العلماء المعاصرين. كان لابارنا أيضًا لقبًا للحكام الحيثيين الأوائل، مثل خاتوشيلي الأول. نظرًا إلى لإشارات المتزامنة القليلة نسبيًا إلى لابارنا شخصيًا، فقد اقترح بعض العلماء أن علماء الحيثيين الرواد ربما أخطأوا في افتراض أن لابارنا كان الاسم الشخصي للملك. وفقًا لهذه النظرية، كان اللابارنا الأول (بمعنى اللقب) هو خاتوشيلي الأول، الذي يُنظر إليه عادةً على أنه اللابارنا الثاني.
تم ذكر تابارنا، وهو نوع مختلف من لقب لابارنا، في كثير من الأحيان في النصوص الحثية والحورية والأكادية من الأرشيف الحيثي.